# جنیدخان

## مقدمات
قربان محمد معروف به خان جنید ، متولد ۱۸۵۷  در ناحیه تخته بدرقند واقع در ترکمنستان است. خوانین خیوه که از قوم ازبک بودند بیشتر اوقات روابط خوبی با ترکمنها داشتند ، با اینحال گاهی اوقات سیاستهای مبتنی بر تبعیضات قومی برخی حکام، باعث میشد تا شکافی بین ترکمن‌ها و ازبک‌ها پدید آید.به دنبال تحت الحمایه قرار گرفتن خوانین خیوه ، عملکردهای آنان با سیاست های روسیه همسویی نمایانی به خود گرفت. بسیاری از بزرگان از دست نشاندگی حکومت خانی خیوه عملاً و علناً نارضایتی خود را اعلام داشتند.جنید خان در سال ۱۹۱۲ به گروه سواران سردار شامی که بر علیه اسفندیار ، خان خیوه قیام کرده بودند ، ملحق شد و در مدت کوتاهی ، بواسطه درایت و رشادت های خود توانست اسم و رسمی در بین سوارکاران کسب کند.کوشش ترکمن‌ها برای احقاق حقوق خود در ابتدای حرکت با ناکامی روبرو شد . روسها اقدام به مصادره اموال سردمداران حرکت کردند و علاوه بر آن برای مجازات مردم مالیات های جدید وضع کردند . با این اوصاف مدتی نگذشت که بروز بیش از پیش بی عدالتیها موجبات واکنش تند مردم شد . اولین حرکت مسلحانه بر علیه مظالم روس ، توسط ترکمنان اطراف خیوه و تحت فرماندهی جنید خان شکل گرفت . روسها از خان خیوه همچون حربه ای در راه اجرای مقاصد خود استفاده می کردند . در این راستا او را به سرکوبی ترکمنان ترغیب نمودند . بنابراین ترکمنها هم در برابر روس ها و هم در برابر حکومت خیوه صف آرایی کردند . خان خیوه که از حمایت همه جانبه ی روس ها برخوردار بود ، توانست ترکمنان تحت اداره قربان ممد را شکست دهد .

### آغاز جنگ جهانی اول
به سبب آغاز جنگ جهانی اول ، روسیه بخشی از قشون خود را ازآسیای مرکزی فرا خواند و آنها را به جبهه غرب روانه کرد . این امر باعث شد تا توازن قوا تا حدودی به نفع قربان محمد خان ، تغییر کند. نیروهای وی، جانی تازه گرفتند و با سازماندهی مجدد، حملات پراکنده و نامنظم خود را از سر گرفتند.با افزایش موفقیت های قربان محمد خان ، تعدادی از ازبک های خیوه نیز که از حضور روس ها و نفوذ آنها بر خانهای خیوه ناراضی بودند ، به صفوف قربان ممد پیوستند . در این ایام قربان ممد با نام « تیره » خود ، به « جنید » مشهور شد . از او با عنوان خان جنید یا جنید خان یاد میشد . او به عنوان سمبلی از مبارزه ملی مردم شناخته شده بود بطوریکه تعداد نیروهای مسلح وی را در سال ۱۹۱۳ نزدیک به ۱۵ هزار نفر ذکر شده.

## فتح خیوه
درخلال جنگ جهانی اول ، بدنبال تضعیف نیروهای روسیه در آسیای مرکزی ، قیام های آزدی خواهانه پراکنده در ترکستان افزایش یافت . علاوه بر آن در سال ۱۹۱۶ ترکمنستان نیز همچون سایر مناطق آسیای مرکزی درگیر اعتراضات بزرگی شد که به واسطه اعزام اجباری جوانان بومی برای انجام وظایف غیر رزمی ارتش بر پا شده بود (قبل از آن جوانان بومی از هر نوع خدمت در ارتش معاف بودند ) ، این اعتراض باعث شد تا نقش جنید خان پررنگتر شود. در این سالها نهضت جنیدخان از مشروعیت مردمی برخوردار بود و اقتدار او در روحیه مردم تاثیر مثبتی گذاشته بود . تا اینکه ریش سفیدی از روستای خوجه یلی برای رفع مشکلات و خواسته ها ی مردم روستای خود به نزد اسفندیار خان رفت ، ولی خان خیوه وی را به زندان انداخت . جنید خان با اطلاع از موضوع به همراه سه هزار سوار ، خود را به خیوه رساند و به خان خیوه اخطار داد تا او را ظرف یک شبانه روز آزاد کند درغیراینصورت قلعه را بر سرش خراب خواهد کرد.جنید خان پس از مذاکرات نتیجه ای نگرفت ، در نتیجه خیوه را به تصرف خود درآورد و بدان هم بسنده نکرد و شهرهای داش هائوز ، قیات ، شابات ، گورلن را نیز تسخیر کرد . اسفندیار که در بند جنید خان بود ، اظهار ندامت کرد و با وساطت ریش سفیدان و بزرگان ترکمن ، او را آزاد و مجدداً بر تخت حکمرانی خیوه نشاند. این عزل و نصب ها و تاثیر جنیدخان بر حاکمیت خیوه بیش از پیش موجب نگرانی روس ها شد .

## بازپس گیری خیوه توسط روسیه
دولت روسیه با وجود نبردهای شدیدش درغرب و آشفتگی انقلابیون کمونیست ، با درک اهمیت موضوع ، قشونی به سرکردگی ﮊنرال گالکین به سوی ایالت سیر دریا اعزام کرد . قشون روس با جنگ افزارهای مدرن تجهیز شده بودند . جنگ نابرابر قوای گالکین و جنید خان برای هر دو طرف تلفات سنگینی به بار آورد . ترکمنها از فقدان مهمات و اسلحه های مدرن و کم آبی در صحرای سوزان قراقوم تلف می شدند . جنید خان با نبرد های پارتیزانی ، روس ها را به دل صحرای قرا قوم میکشاند و تلفات سنگینی را به آن ها وارد میکرد. اما در نهایت بدلیل فقدان امکانات و تجهیزات لازم در مقابل قوای پیشرفته و مجهز روس مجبور به عقب نشینی به افغانستان شد.

## بازگشت به ترکمنستان
در سپتامبر ۱۹۱۷ جنیدخان از افغانستان به ترکمنستان بازگشت . در ترکستان هنوز جدال بین سرخها و سفیدها ادامه داشت . اعتراضات مردم به حاکمیت محلی کماکان شدت سابق خود را حفظ کرده بود .درماه های آخر ۱۹۲۱ ، جنید خان دوباره قوت گرفت وی با این که حدود هفتاد سال سن داشت ، اما هنوز روحیه جنگجو داشت . در سایر نواحی ترکمنستان بین نواحی چهارجوی ، کرکی، اندخوی ، دوستانش و در حدود مرو و سرخس عده ای دیگر ، دسته های کوچک پارتیزانی تشکیل داده بودند . کمیته ملی مخفی ترکمن نیز که مرکز آموزش آن در چهارجوی بود. 

## تصرف جمهوری خوارزم
جنید خان علی رغم تمامی مشکلات و کمبودها از مبارزه برای آزادی میهن خود دست بر نداشت . در۱۹ ﮊانویه ۱۹۲۴ در هجومی دیگر بر علیه حکومت « جمهوری خلق خوارزم » نواحی داش هاوز ، مانقوت ، شابات ، غزوات و حانگقا را به تصرف در آورد ، ولی با وجود مدت زیادی مقابله در مقابل ارتش سرخ نهایتا بازهم بدلیل کمبود منابع و امکانات مجبور شد به اعماق قراقوم عقب نشینی کند .

## جنید خان ، حاکم ترکمنستان
بعد از الحاق کامل خان نشین های سابق به اتحاد شوروی ، جمهوری آسیای مرکزی بر اساس اشتراکات کلی قومی و زبانی ساکنین آن به واحدهای کوچکتر تقسیم شد و در نتیجه جمهوری ازبکستان و ترکمنستان ، جمهوری خودمختار تاجیکستان ، قزاقستان و ایالت خود مختار قره قالپاق د راواخر سال ۲۵-۱۹۲۴ بوجود آمدند.
بعد از عقب نشینی جنید خان از خیوه ، بلشویکهای بومی اداره شهر و منطقه را بدست گرفتند . جنیدخان پیشنهاد آنها را مبنی بر گفتگو برای صلح قبول کرد ، بنابراین حاکمیت ترکمنستان ، نواحی اورتا قویی ، یشکه قویی و چارشیلی قویی از صحرای قره قوم را در اختیار جنید خان و طرفداران او قرار داد . هرچند روسها با عقد قرار داد صلح رعایت کلیه حقوق شهروندی و یارانش را تضمین دادند ، اما همچنان قدرت و محبوبیت وی را مانع بزرگی در امر گسترش نفوذ و حکومت بلشویکی می دانستند ، و دست به تعدی و مزاحمت به مناطق ترکمن نشین و مرزی زدند . اینگونه مزاحمت ها در شکل گیری اعتراضات و تشدید فعالیت چریک های ترکمن نقش بسزائی داشت.

## جنید خان ، قانون شکن!
بلشویک ها با ایجاد تفرقه بین ترکمنها جنیدخان را عامل جنایت ، دست نشانده انگلیس ، قدرت طلب و … معرفی کردند . در اعتراضات به این عملکردها تعدادی از یموت ها ی داش هاوز به حمایت از جنید خان سالور با نیروی حکومتی درگیر شدند . بدنبال آن حکومت وقت ، در این نواحی « وضعیت فوق العاده » اعلام کرد و تدابیر شدید امنیتی اتخاذ شد و جنیدخان به عنوان« قانون شکن » معرفی شد.
در آگوست ۱۹۲۷ جنیدخان به اطراف یشکه قویی نقل مکان کرد و در این محل برای مقابله با بلشویک ها ، ستاد جنگ تشکیل داد . در اطراف داش هاوز ، سردارانی با نامهای آشوربای ، سید اوشاق ، بوغرا سردار و شالتای باطیر با جمع آوری هزاران سوار ، خود را برای نبرد با بلشویک ها آماده کردند . این سلحشوران که از قبایل آتا ، یموت ، تکه گرد آمده بودند ، با تشکیل ارتشی کوچک با فرماندهی دوردی مورت ضربات سختی بر پیکره ارتش سرخ وارد آرودند . در این نبردها بلشویک ها از هواپیماهای جنگی بهره می بردند و از مواد زهر آگین برای مسموم کردن چاههای آب استفاده می کردند .

## جنید خان در ترکمنصحرای ایران
در اکتبر ۱۹۲۷ صحرای قراقوم صحنه نبردهای شدیدی بین قوای جنید خان و بلشویک ها بود. بلشویک ها روز به روز عرصه را برآنها تنگ تر می کردند . مقاومت در برابر سپاه تا دندان مسلح بلشویک ، خصوصاً که بوسیله هواپیماهای جنگی پشتیبانی می شدند ، امر بسیار مشکلی بود .
در این میان سوارانی که به فرماندهی شیخ سولقون به ایران فرستاده شده بودند ، با خبرهای خوبی برگشتند . این گروه به امر جنید خان برای کسب اطلاع از اوضاع و موقعیت ترکمنهای جنوب غربی ( ترکمن صحرای امروزی ) فرستاده شده بود . شیخ سولقون خبر آورد که جنید خان و یارانش می توانند به جنوب بروند و ترکمنان آن نواحی آماده استقبال از آنها هستند . در ماه ﮊوئن ۱۹۲۸ جنیدخان به همراه ششصد سوار وفادار خود به طرف ترکمن صحرای ایران حرکت کرد .

## اوضاع نابسمان ترکمنصحرا
در آن سالها ترکمن صحرا خود درگیر جنگی خونین با حکومت وقت تهران که به دنبال از بین بردن هویت ترکمنها بود ، بودند . رضا پهلوی بدنبال سرکوب و خلع سلاح عشایر جنوب ، یورش وسیعی را به ترکمن صحرا آغاز کرده بود . قشون رضاشاه روستای سلاخ را به آتش کشیدند و آنا گلدی سردار یکی از رهبران شاخص نظامی سیاسی صحرا که بارها قشون رضا پهلوی را در نبرد رو در رو شکست داده بود ، در پی بمباران ترکمنصحرا و نابودی تجهیزات ترکمنها ، به قتل رساندند . بخشی از ترکمنها به تبعیت از چوپان سردار ، فرزند آنا گلدی با سواران خود به گنبد قابوس و مراوه دفه عقب نشینی کردند.استقبال از جنید خان ( دراگری بوغاز) توسط بزرگان ترکمن ، در چنین اوضاع و احوالی صورت گرفت .

## مرگ مرد آزادی خواه
اوضاع ترکمنصحرا باعث شد جنید خان نتواند از هم قومان جنوبی خود کمکی بگیرد و نیز کمکی به آن ها بکند و  مجبور شد به هرات ، به میان ترکمنان شمال افغانستان کنونی نقل مکان کند و سرانجام در همانجا ، با دلی آکنده از آرزوی آزادی وطن فوت کرد.

## وصیت جنید خان
قولتیف درکتاب « سایوز هم قاراشسیزلیق » که به سال ۱۹۹۲ در عشق آباد منتشر شد ، ضمن بازبینی تاریخ آن دوره به وصیت جنید خان به نقل از نزدیکانش اشاره می کند: « بعد از مرگ جسدم را به سرزمین مادریم ببرید و دفن کنید . اگر ممانعت کردند رشوه بدهید و اگر آن نیز کارساز نشد ، جسدم را به آن رودخانه جاری بسپارید . خان پیر به آب جیحون نظر کرد و ادامه داد : « من بوسیله این رود خود را به سرزمینم خواهم رساند و اگرهم نشد بوسیله ماهیانی که جسدم را می خورند به آنجا خواهم رسید » .

## متن ترکمنی وصیت جنید خان
« من اؤلسم ، جسدیمی إنه توپراغا آشیریپ جایلانگ . اگر إلتدیرمه سه لر پول بیلن آشیرینگ . إگر بو- دا بولماسا جسدیمی هول آقیب یاتان دریا تاشلانگ » . قارری خان جیحونا ناظار دیکیأر : « من تورکمن ایلینه دریا بیلن بارایین ، بولماسا-دا جسدیمی ایِین بالیق لار بیلن بارارین ».